# Corps de réaction rapide-France
Pour les articles homonymes, voir CRR.

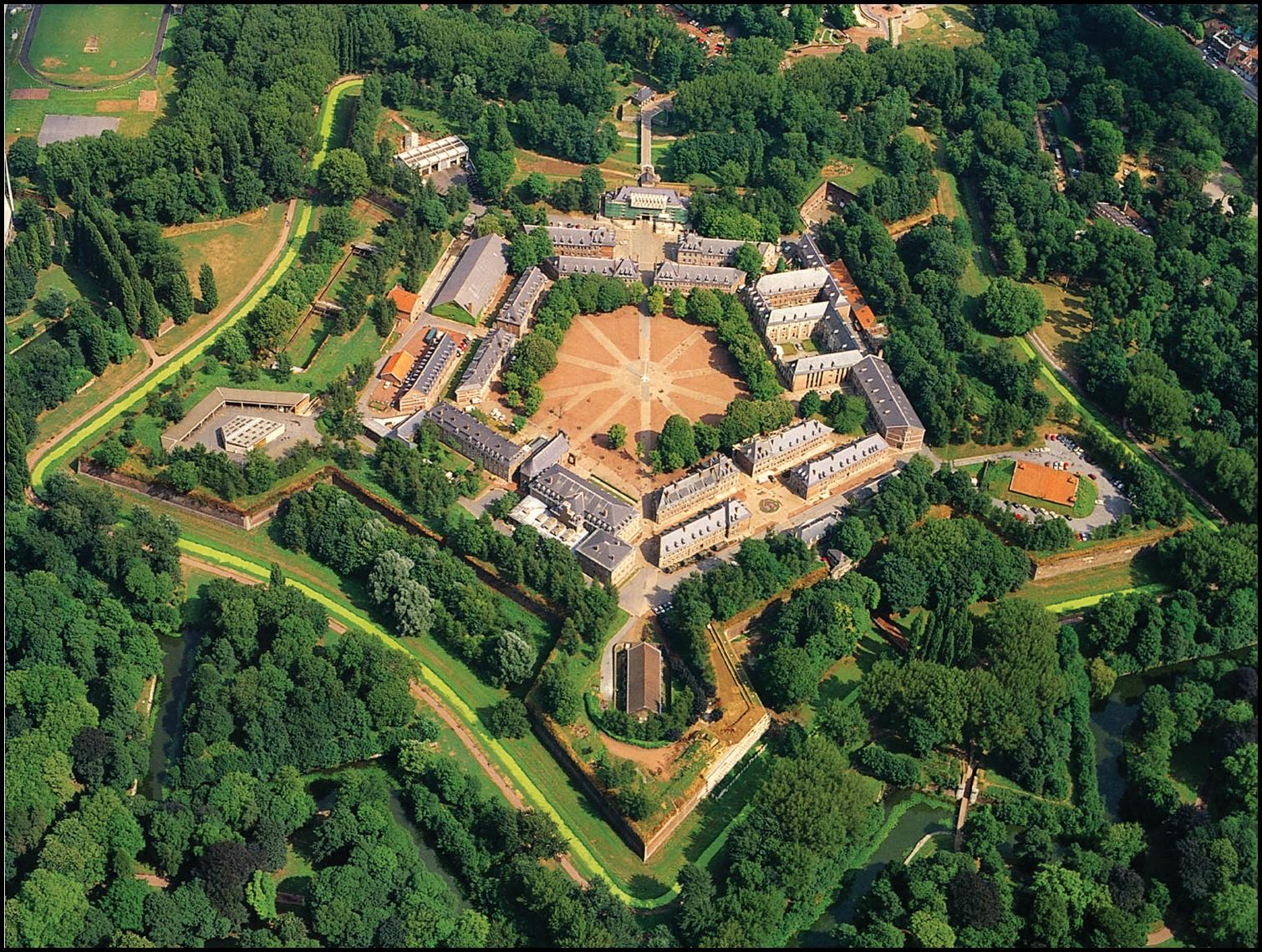
Vue aérienne de la citadelle de Lille.

Le Corps de réaction rapide-France (CRR-FR) est un état-major français de niveau corps d'armée, répondant aux normes OTAN, capable d'assurer le commandement d'une force terrestre nationale ou multinationale dont le volume peut atteindre jusqu'à 120 000 soldats.
Comptant environ 430 militaires de 14 nations différentes et 190 réservistes, le CRR-Fr est implanté à Lille, au sein de la citadelle du XVIIe siècle bâtie par le Maréchal Vauban.

## Fonctionnement

### Réactivité
Le corps de réaction rapide-France est créé le 1er juillet 2005 afin de compléter le dispositif des états-majors de force opérationnelle.
Répondant à une multitude de critères à l'issue des exercices CITADEL BONUS 2023  et LOYAL LEDA 2024 , le corps de réaction rapide-France a été certifié « Warfighting Corps » (corps d'armée de combat) par l'OTAN en janvier 2024.
Dès lors qu'il est placé en alerte, il peut projeter un élément de reconnaissance sur un théâtre d'opérations extérieures (« OPEX »), chargé de préparer l'arrivée de l'état-major dans les deux jours suivant une décision politique d'engagement et, en moins de 30 jours, un poste de commandement apte à fonctionner.
Le CRR-Fr disposait d'unités de soutien : le 6e régiment de commandement et de soutien, dissous dès la certification OTAN acquise en 2010 et le 643e bataillon de soutien de quartier général, unité non permanente, dissoute en 2011. Aujourd'hui, cette mission est mutualisée.

### Flexibilité
Le CRR-Fr est en mesure de remplir un large éventail de missions, allant d'une opération d'entrée en premier à une opération de stabilisation. Il peut être engagé dans un environnement multinational, dans le cadre d'un mandat de l'OTAN, de l'Union européenne ou national.
Ainsi :
- Du 1er juillet au 31 décembre 2008, il a pris le tour d'alerte de la NRF 11 (NATO Response Force) de l'OTAN. Dans l'hypothèse d'un déploiement, il en aurait commandé les forces terrestres.
- De janvier à mai 2009, une partie de ses effectifs a contribué à armer l'État-major de la Force européenne déployée au Tchad et en République Centrafricaine (EUFOR Tchad-RCA).
- D'août 2010 à janvier 2011, environ 180 personnels (dont une trentaine d'alliés) ont été déployés en Afghanistan, afin d'armer une partie des postes de l'ISAF (International Security and Assistance Force) Joint Command (IJC), état-major tactique de conduite des opérations de la Force Internationale d'Assistance et de Sécurité en Afghanistan (FIAS).

- Jusqu'à fin 2014, le CRR-Fr armait la composante terrestre de la force de réaction de l'OTAN (NATO Response Force-NRF).
- En 2015, le CRR-Fr fêtait son dixième anniversaire.
- En 2015-2016, une partie de l’état-major a été projetée en deux rotations de 6 mois au sein du Poste de commandement interarmées de théâtre (PCIAT) de l’opération BARKHANE.
- Le CRR-Fr a été certifié « NATO Joint Task Force » (JTF – Force opérationnelle interarmées) par l’OTAN au printemps 2017, au cours de l’exercice TRIDENT JAGUAR.
- Du 1er juillet 2017 au 30 juin 2018, le CRR-Fr était en alerte OTAN JTF pour un an, en mesure de prendre le commandement d'une opération interarmées à dominante terrestre.
- En 2024, le corps a de nouveau pris l'alerte OTAN, en tant que Warfighting Corps.

Parallèlement, le CRR-Fr contribue à l'opération Sentinelle au même titre que toutes les unités opérationnelles françaises. Les membres du CRR-Fr ont vocation à renforcer les centres de commandement de l’opération Sentinelle.

### Internationalisation
La création du CRR-Fr permet de répondre aux engagements internationaux pris par la France en matière de sécurité et de défense notamment dans le cadre de l'Union européenne et de l'OTAN.
État-major multinational, subordonné au Commandement de la force et des opérations terrestres (CFOT) également situé à Lille, le CRR-Fr est ouvert à toutes les nations de l'Union européenne et de l'OTAN (17 % des effectifs). Bien que situé en France, sa langue de travail est l'anglais.
Pour lui permettre, en temps de crise, de mener des opérations de haute intensité et dans la durée, des compléments opérationnels français et alliés viendraient compléter ses effectifs pour atteindre environ 750 personnels.

### Nations contributrices
En plus de la France, nation cadre du CRR-Fr, 14 nations contribuent en permanence à ses effectifs, représentant un total de 70 personnes. Cette diversité de culture constitue une source d'efficacité.
Tout est mis en œuvre pour tirer le meilleur des expériences militaires de chacun. Cet échange permanent est favorisé par l'utilisation d'une langue de travail commune : l'anglais.
Membres de l'OTAN et de l'Union européenne
- Allemagne
- Belgique
- France
- Espagne
- Grèce
- Hongrie
- Italie
- Roumanie
- Pays-Bas

Membres de l'OTAN
- Albanie
- Canada
- États-Unis
- Royaume-Uni
- Turquie

### Concept de déploiement de l'état-major

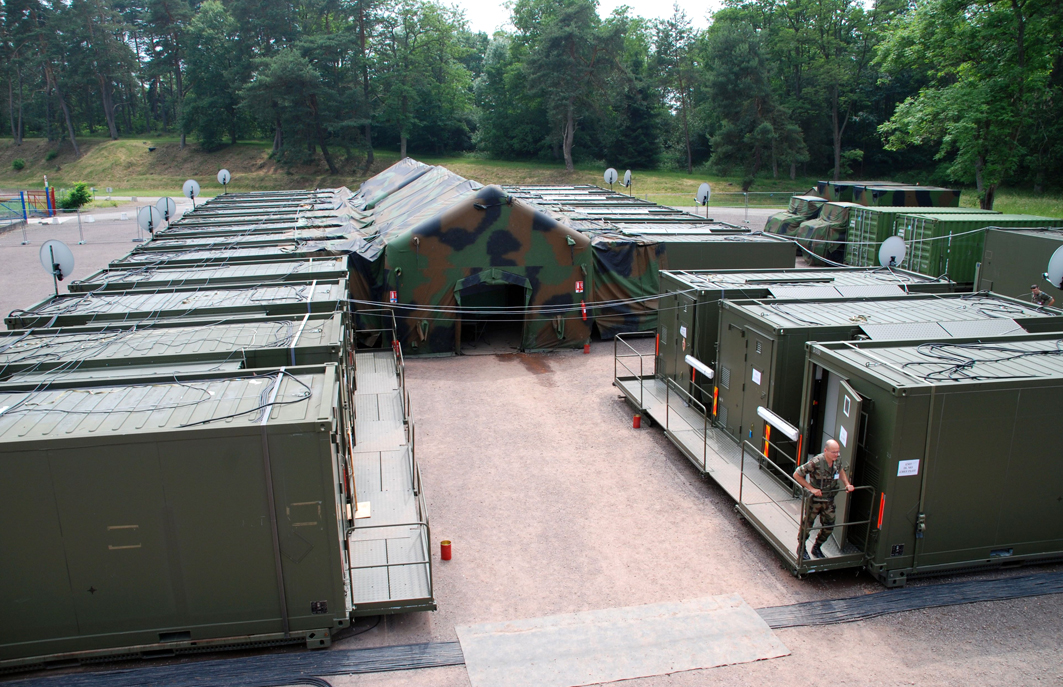
Abris modulaires de poste de commandement.

En tant qu'état-major projetable, le CRR-FR a dû accorder une importance considérable au déploiement du système de postes de commandement et à ses moyens de communications et d'information.
Deux personnes ont jeté les bases du CRR-FR:  le colonel Franck Catany, chef du bureau G6 (transmissions) à la création du CRR-FR; le lieutenant-colonel Jean-Pierre Steinhofer (chef de la cellule interopérabilité du G6 à compter de 2007).
Le colonel Catany a joué un rôle conceptuel historique dans la mise en place de ce poste de commandement. A travers un document fondamental, le "CIS concept" (concept des systèmes de communication et d'information), il a défini une ligne politico-militaire claire: une intégration dans l'OTAN, tout en préservant l'autonomie et la capacité du CRR-FR à se déployer dans un cadre national indépendant. Le lieutenant-colonel Steinhofer a mis en oeuvre cette politique dans le domaine de l'interopérabilité: participation aux exercices de transmissions interalliés (CWID/CWIX, Steadfast Cobalt), emploi du MIP (Multilateral interoperability program) dans le SICF et coopération maximale avec l'OTAN tout en rejetant les solutions opérationnelles et techniques de l'OTAN pouvant limiter l'indépendance française et une capacité de déploiement nationale indépendante.
Le CRR-Fr occupe le plus important site équipé en fibre optique dans toute l'Armée de Terre : environ 300 km de fibre tirés entre bâtiments et à l'intérieur de ceux-ci. 18 réseaux informatiques et téléphoniques y sont déployés (français + OTAN). Le CRR-Fr bénéficie, à ce jour, du seul central téléphonique militaire français directement connecté au réseau OTAN.
Tous les réseaux sont « exportables » par satellite vers un théâtre d'opérations et offrent à l'état-major la capacité de commander, le cas échéant, une opération depuis la Citadelle, grâce à un centre opérationnel de « base arrière ». Une équipe de 24 personnes est chargée du montage, de la maintenance et des interventions sur ces différents réseaux, ce qui confère au CRR-Fr une autonomie totale en la matière, à la différence de nombre d'autres états-majors.
Déployé sur le terrain, le CRR-Fr peut compter 5 000 m2 de tentes, 450 abris modulaires de poste de commandement (AMPC= shelter), 70 kilomètres de câbles électriques, 120 kilomètres de fibre optique, 1 600 ordinateurs. Ces équipements sont dans leur très grande partie déployés par un ou plusieurs régiments de transmissions français.

### Positionnement stratégique
À la croisée des chemins de Bruxelles, siège de l'OTAN et de l'Union européenne, Mons, siège du commandement des opérations de l'OTAN (SHAPE) et de Strasbourg, siège du corps européen (Eurocorps), le CRR-Fr est idéalement positionné par rapport aux grands centres de décision.

### Exercices
Dans l’optique d’être toujours prêt au déploiement, le CRR-Fr organise chaque année des exercices pour ses personnels et les unités subordonnées.
En 2023, l’exercice Citadel Bonus 2023 a permis au CRR-Fr d’être certifié par l'OTAN en tant que Warfighting Corps (WFC). Le corps a ainsi pris l'alterte de l'OTAN "WFC" en janvier 2024, pour un an.
Liste des exercices :
- Loyal Leda 2024 (LOLE24)
- Citadel Bonus 2023 (CIBO23)
- Cold Response 2022
- Steadfast Jupiter 2021 (STJU 2021)
- Steadfast Cobalt 2021 (STCO 2021)
- Citadel Jupiter 2021 (CIJU 2021)
- Citadel Kleber 2020 (CIKL 2020)
- Citadel Guibert 2020 (CIGU 2020)
- Citadel Bonus 2019 (CIBO 2019)
- Citadel Guibert 2019 (CIGU 2019)
- Citadel Guibert 2018 (CIGU 2018)
- Citadel Bonus 2018 (CIBO 2018)
- Citadel Bonus 2017 (CIBO 2017)
- Trident Jaguar 2017
- Citadel Bonus 2016 (CIBO 2016)
- Citadel Javelin 2016 (CIJA 2016)
- Citadel Bonus 2015 (CIBO 2015)
- Citadel Kleber 2015 (CIKL 2015)
- Citadel Bonus 2014 (CIBO 2014)
- Rochambeau 2014
- Steadfast Cobalt 2013 (STCO 2013)
- Steadfast Jazz 2013 (STJZ 2013)
- Citadel Leopard 2013 (CILE 2013)
- Citadel Bonus 2012 (CIBO 2012)
- Comprehensive Citadel 2012
- Common Tenacity 2011 (COTE 2011)

## Commandants du corps de réaction rapide-France
- Général Desmeulles : depuis 2024
- Général Gaulin : 2022-2024
- Général Gillet : 2019-2022
- Général Kolodziej : 2018-2019
- Général Corbet : 2016-2018
- Général Margail : 2013-2016
- Général Fugier : 2009-2013
- Général Damay : 2007-2009
- Général de Kermabon : 2005-2007
- Général Meille : 2005